# Sonama
Sonama (nep. सोनामा) – gaun wikas samiti w środkowej części Nepalu w strefie Dźanakpur w dystrykcie Mahottari. Według nepalskiego spisu powszechnego z 2001 roku liczył on 1432 gospodarstw domowych i 8350 mieszkańców (3980 kobiet i 4370 mężczyzn).